# Ilse Lichtenstädter
Ilse Lichtenstädter (Amburgo, 10 settembre 1907 – Boston, 25 maggio 1991) è stata un'orientalista tedesca.
È stata una studiosa della cultura islamica e una docente universitaria. 
Studiò nella sua città natale e si laureò in Lingue e in Filosofia, rispettivamente nelle Università di Amburgo e di Francoforte.
Nel 1931 conseguì un dottorato di terzo livello nell'Università di Francoforte, dove rimase fino alla presa di potere da parte del Nazismo.
Nel 1933 emigrò nel Regno Unito e proseguì i suoi studi nelle Università di Cambridge e di Oxford, conseguendovi nel 1937 un PhD in Filosofia.
Spostatasi l'anno seguente negli Stati Uniti, Ilse Lichtenstädter lavorò per la preparazione del Catalogo di Judaica nel Jewish Theological Seminary di Manhattan.
Dal 1960 al suo pensionamento nel 1974 fu Lecturer di Arabo nel Center for Middle Eastern Studies dell'Università di Harvard, Mass. 
Nel 1942 fu nominata professore di Letteratura araba e Cultura Islamica nell'Asia Institute di New York ma svolse la sua attività accademica anche nell'Institute for Regional Studies della New York University e nella Rutgers University, prima di trasferirsi ad Harvard.
Le sue ricerche toccarono il campo della filosofia islamica e fu editrice di importanti testi storico-letterari relativi alla cultura islamica classica. Il più importante forse fu il Kitāb al-muḥabbar di Muḥammad b. Ḥabīb, ricco di notizie antiquarie sul primissimo Islam e sull'epoca della Jāhiliyya, ma di grande rilievo sono anche Women in the Aiyâm al-‘Arab; a study of female life during warfare in preislamic Arabia e Cultural relations between Jews and Arabs in the Middle Ages.